# Marco Calvani (drammaturgo)
Marco Calvani (Prato, 11 dicembre 1980) è un drammaturgo, regista e attore italiano.

## Biografia
Nato e cresciuto nella città di Prato, fratello minore dell’attore Luca Calvani, inizia con i laboratori teatrali del Liceo "Copernico" di Prato. Nello stesso periodo si iscrive alla scuola di teatro Laboratorio Nove di Sesto Fiorentino diretta da Barbara Nativi.
Partecipa alle attività del Teatro della Limonaia di Sesto Fiorentino, si diploma nel 1999 e lavora in una decina di spettacoli, tra l'Italia e l'Inghilterra, sotto la regia di Barbara Nativi.
Nel 2000 si trasferisce a Roma, dove inizia a frequentare la scuola di recitazione Duse Studio diretta da Francesca De Sapio, della quale diventerà membro a vita nel 2007.
In quegli anni si dedica molto al cinema ed è diretto, tra gli altri, da Ferzan Özpetek (Le fate ignoranti), Anna Negri (Riprendimi), Giovanni Veronesi (Manuale d'amore), Alfredo Arciero (Family game).
Nel 2002 scrive Q-asi, la sua prima commedia in occasione del Social Forum Europeo dei Teatri che quell'anno si svolge a Firenze.
Altri lavori: Te lo leggo negli occhi! (2003); Prima che tu dorma, commissionato dal Todi Arte Festival 2004; La vita bassa/Low Life (2005) commissionato dal Phoenix Theatre di Londra; Le mani forti (2006), testo cult ispirato al delitto di Novi Ligure e che nel 2007 viene prodotto a Barcellona da La Fura dels Baus.
Nel 2006 fonda assieme ad Elisa Alessandro, Ketty di Porto e Michael Schermi, Mixò, centro culturale internazionale che riunisce giovani attori e autori nella promozione di opere originali di teatro e di cinema.
Nel 2008 la Grec Fundaciò di Barcellona gli commissiona la scrittura de La città sotto presentato in anteprima assoluta al Sage Theater di New York.
Lentamente abbandona la carriera di attore per dedicarsi completamente alla scrittura e alla regia, con Olio infatti esordisce come regista.
Nel 2009 è l'unico europeo ospite dell'Ubud Writers & Readers Festival di Bali. Nello stesso anno scrive e dirige Penelope in Groznyj che debutta al Kunsthaus Tacheles di Berlino, presentato in Italia nel 2010 al Fringe Napoli Festival. Successivamente Unghie, testo commissionato dal Garofano Verde per Monica Scattini la cui versione definitiva debutta solo nel 2012 alla Galleria Toledo di Napoli e poi a Madrid in spagnolo e declinata al maschile (con Nestor Saied).
Torna a recitare solo per Oliver Hirschbiegel che lo sceglie per il ruolo di Cristoforo Castaneda nella serie tv I Borgia, prodotta da Barry Levinson.
Nel 2011 vince una residenza alla Cité Internationale des Arts di Parigi ed è invitato dal Théâtre de la Ville a rappresentare l'Italia in un progetto di scrittura internazionale sotto la direzione di Fabrice Melquiot, nell'ambito di Face à Face e Chantiers d'Europe. Nello stesso anno riceve il Premio S.I.A.E. come miglior drammaturgo nell'ambito del 54º Festival di Spoleto.
Nel 2013 torna a Prato in occasione di una retrospettiva che il Teatro Metastasio Stabile della Toscana gli dedica e per la quale scrive e dirige Io sono Dracula.
Insegna recitazione e drammaturgia in Spagna, Italia, Francia, Indonesia e Stati Uniti.
Da qualche anno si dedica anche alla traduzione dall'inglese e dal francese, con l'obiettivo di far conoscere al pubblico italiano nuove scritture da tutto il mondo.
I suoi testi sono tradotti e rappresentati in sei lingue. È membro della Dramatists Guild of America.
Vive e lavora dividendosi tra Roma e New York.

## Teatro

### Teatro (drammaturgia)
- Q–asi, regia di Federico Santi, Firenze, Social Forum Europeo dei Teatri, novembre 2002
- Te lo leggo negli occhi, regia di Alberto Alemanno, 2003
- Prima che tu dorma, Todi Festival, 2004
- La vita bassa (Low life), regia di Michele Panella e Serena Mannelli, Sesto Fiorentino, Teatro della Limonaia, 25 febbraio 2005
- Le mani forti, regia di Vito Vinci, Torino, Teatro Juvarra, 31 marzo 2006
- Io che non so che fine farò, 2008
- Olio, regia di Marco Calvani, Milano, Teatro Out Off, 14 ottobre 2008
- La città sotto (The City Beneath), regia di Marco Calvani, New York, Sage Theatre, 18 febbraio 2009; Prato, Kolam Theatre, 13 giugno 2009
- Penelope in Groznyj, regia di Marco Calvani, Berlino, Kunsthaus Tacheles, 5 dicembre 2009; Napoli, Teatro Trianon Viviani, 8 giugno 2010
- Unghie, regia di Marco Calvani, Roma, Teatro Belli, 20 giugno 2010
- Roba di questo mondo, regia di Neil LaBute, Spoleto, 30 giugno 2012
- Bad Faith, 2012
- Io sono Dracula, regia di Marco Calvani, Fabbricone di Prato, 30 gennaio 2013
- La seconda volta, regia di Neil LaBute, Venezia, Corderie dell’Arsenale, 8 agosto 2014
- Maspeth, regia di Shira-Lee Shalit, New York, Paradise Factory, 30 giugno 2016
- The Conference - il gioco dei potenti, regia di Massimiliano Vado, Viterbo, MAT, 29 ottobre 2016
- The View From Up Here, regia di Estelle Parsons, New York, Actors Studio, 2016
- After the Dark, regia di Marta Buchaca, New York, Ellen Stewart Theatre, 19 gennaio 2017
- Beautiful Day Without You, regia di Erwin Maas, New York, West End Theatre, 1 novembre 2018
- Before We Fall Asleep, Bloemfontein, Arts Festival, 4 luglio 2019

### Teatro (regia)
- Incantevole (Lovely Head), di Neil LaBute, Spoleto, 30 giugno 2012
- Stoccolma (Stockholm), di Bryony Lavery, Roma, Teatro Belli, 11 aprile 2013
- C’est moi, di Nathalie Fillon, Venezia, Corderie dell’Arsenale, 8 agosto 2014
- Happy hour, di Neil LaBute, New York, La MaMa, 16 ottobre 2014
- I Don’t Know What I Can Save You From, di Neil LaBute, New York, Ellen Stewart Theatre, 19 gennaio 2017

### Teatro (attore)
- Cabaret Voltaire, Chille de la balanza, 1996
- Roland Innamorato e Verruckt, regia di Maila Ermini, laboratorio teatrale del Liceo Copernico di Prato, 26 settembre 1997
- Cinquante mille nuits d'amour, di Jean-Pierre Milovanoff , regia di Giovanna Rodante, 1998
- Sparkleshark, di Philip Ridley, regia di Barbara Nativi, Sesto Fiorentino, Multisala Grotta, 14 settembre 1998
- Sogno di una notte di mezza estate, regia di Andrea Nanni, 1999
- I cognati, di Michel Tremblay, regia di Barbara Nativi, Sesto Fiorentino, Teatro della Limonaia, 8 marzo 1999
- After Juliet, di Sharman Macdonald, regia di Barbara Nativi, Sesto Fiorentino, Teatro della Limonaia, 14 settembre 1999
- Zingari, regia di Silvano Panichi e Stefano Laguni, 2000
- Euridice, di Jacopo Peri, regia di Riccardo Massai, 2000
- Il nome, di Jon Fosse, regia di Barbara Nativi, Sesto Fiorentino, Teatro della Limonaia, 13 ottobre 2001
- Norway.Today, di Igor Bauersima, regia di Pietro Bontempo, Sesto Fiorentino, Teatro della Limonaia, 14 ottobre 2001
- Q–asi, di Marco Calvani, regia di Federico Santi, 2002
- A due a due, testo e regia di Vittorio Pavoncello, Roma, Teatro dei Coronari, 11 marzo 2003
- Te lo leggo negli occhi, di Marco Calvani, regia di Alberto Alemanno, 2003
- Guerre Americane, testo e regia di Patrick Rossi Gastaldi, Todi Festival, 24 luglio 2004
- Masqueraid, testo e regia di Francesca De Sapio, 2004
- La vita bassa (Low life), di Marco Calvani, 2005
- Guantanamno: l'onore obbliga a difendere la libertà, di Gillian Slovo e Victoria Brittain, regia di Michele Panella e Serena Mannelli, Festival di Todi, 27 luglio 2005
- Room rage, regia di Peter Hussey, 2006
- Gay panic, testo e regia di Riccardo de Torrebruna, Roma, Teatro Belli, 25 giugno 2006
- Le mani forti, di Marco Calvani, regia di Vito Vinci, 2006

## Filmografia

### Cinema
- Le fate ignoranti, regia di Ferzan Özpetek (2001)
- Manuale d'amore, regia di Giovanni Veronesi (2005)
- Sandra Kristoff, regia di Vito Vinci (2005)
- Family game, regia di Alfredo Arciero (2006)
- Riprendimi, regia di Anna Negri (2008)

### Cortometraggio
- Su di me, regia di Alessandro Riccio (2001)
- Tutto come prima, regia di Federico Pacifici (2007)
- La chimica dei sentimenti, regia di Cristiano Gazzarrini (2009)
- The View from Up Here, regia di Marco Calvani (2017)

### Televisione
- Grandi domani, regia di Vincenzo Terracciano (2004)
- Caravaggio, regia di Angelo Longoni – miniserie TV (2008)
- Il commissario Manara, episodio Matrimonio con delitto (2011)
- The Vatican insider, regia di Luca Bellino (2011)
- Tode tì, regia di Valerio Esposito (2013)
- I Borgia, seconda stagione (2013)
- The Four Seasons, regia di Tina Fey, Lang Fisher e Tracey Wigfield – miniserie TV, 8 puntate (2025)

## Radio
- Il club delle piccole morti, di Tommaso Capolicchio, regia di Tomaso Sherman, 5 puntate, Rai Radio 2, 2007